# NGC 7510
NGC 7510 (другое обозначение — OCL 256) — рассеянное скопление в созвездии Цефей.
Этот объект входит в число перечисленных в оригинальной редакции «Нового общего каталога».